# Notre-Dame-des-Monts
Notre-Dame-des-Monts es un municipio canadiense situado en la provincia de Quebec.

## Superficie
Notre-Dame-des-Monts tiene una superficie de 57,93 km².

## Demografía
En 2021, tenía 789 habitantes, una densidad poblacional de 13,6 hab./km², y 376 viviendas.